# Andenkreuz

Andenkreuz in moderner Form

Das Andenkreuz (auch mit Quechua: Chakana bezeichnet), auch Stufenmotiv, ist ein im Hochland Boliviens und Perus gebräuchliches Symbol, das von den Inka verwendet wurde, jedoch auf vorinkaische Kulturen zurückgeht. Beispielsweise verwendete bereits die Tiwanaku-Kultur dieses Symbol. Das Andenkreuz ist eines der am weitesten verbreiten, wenn auch am wenigsten verstandenen Symbole der Tiwanaku-Ikonografie. Der Anthropologe Alan Kolata nimmt an, dass der Grundriss von Akapana ein „halbes Andenkreuz“ darstellt. Das Andenkreuz hat eine lange kulturelle und religiöse Tradition in Altperuanischen Kulturen, die sich über 4.000 Jahre bis zur Inkazeit erstreckt.
Das Kreuz wird in der Esoterik mit spekulativen Bedeutungen belegt, die durch keine historischen Quellen untermauert sind.

## Interpretation

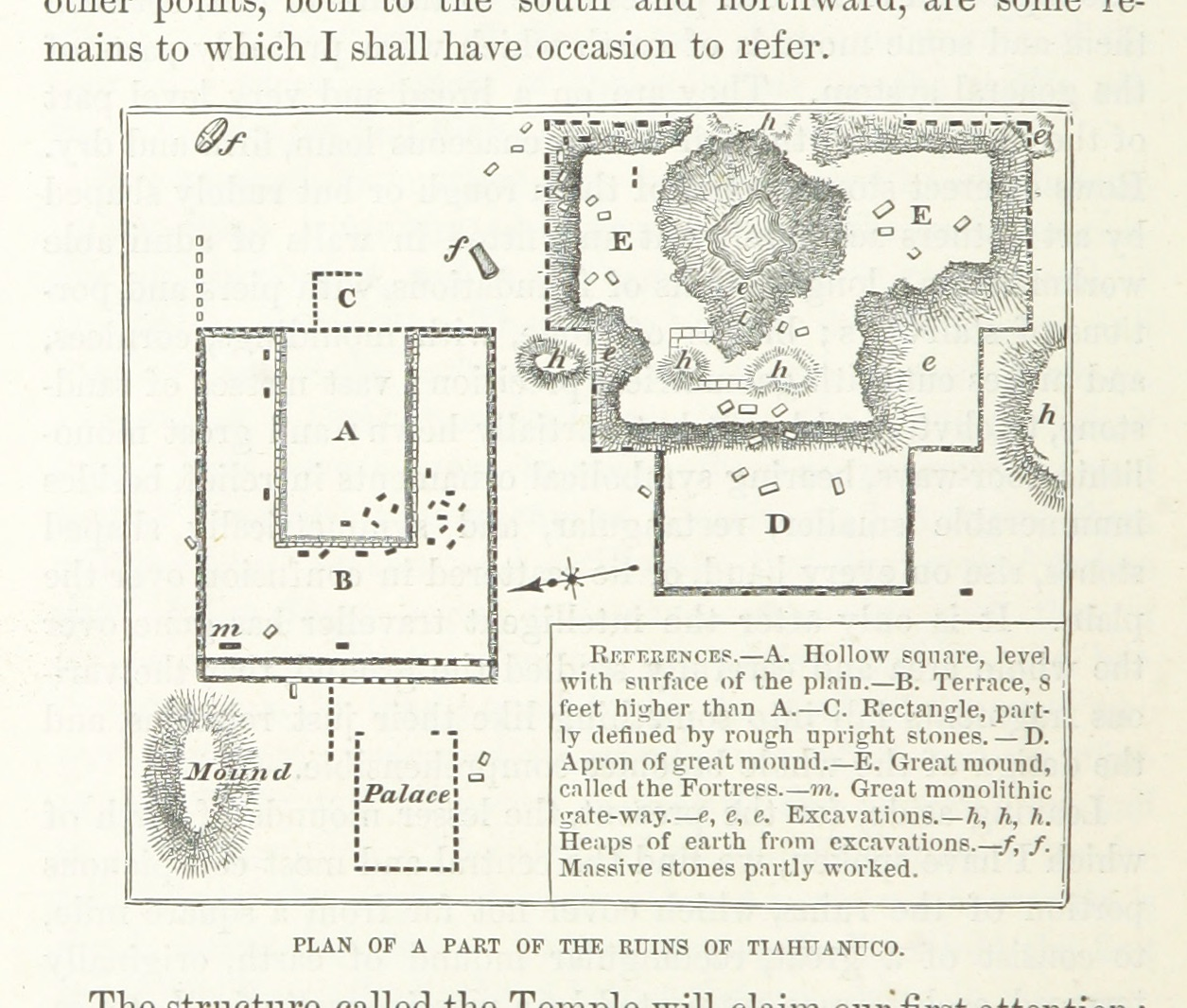
Grundriss von Akapana wird oft als „halbes Andenkreuz“ beschrieben

Nach dem Anthropologen Scott C. Smith sei das Andenkreuz-Motiv wahrscheinlich eine „Draufsicht auf eine Stufenpyramide“. Er glaubt, dass das Argument durch Darstellungen gestützt werde, die ein Auge in der Mitte des Motivs platzieren.
Auch das Stufenmotiv, das am sogenannten „Sonnentor von Tiwanaku“ sichtbar ist, wird als Ansicht von oben auf eine Stufenpyramide (bzw. genauer terrassierter Platfformhügel) wie Akapana und Pumapunku interpretiert.

## Andenkreuz mit zentralem Augenmotiv
Tiwanaku-Qirus zeigen manchmal Andenkreuze mit zentralen Augenmotiven. Manche dieser Augen sind vertikal geteilt. Vertikal geteilte Augen seien nach manchen Anthropologen in der SAIS-Ikonografie ein übernatürliche Eigenschaft.

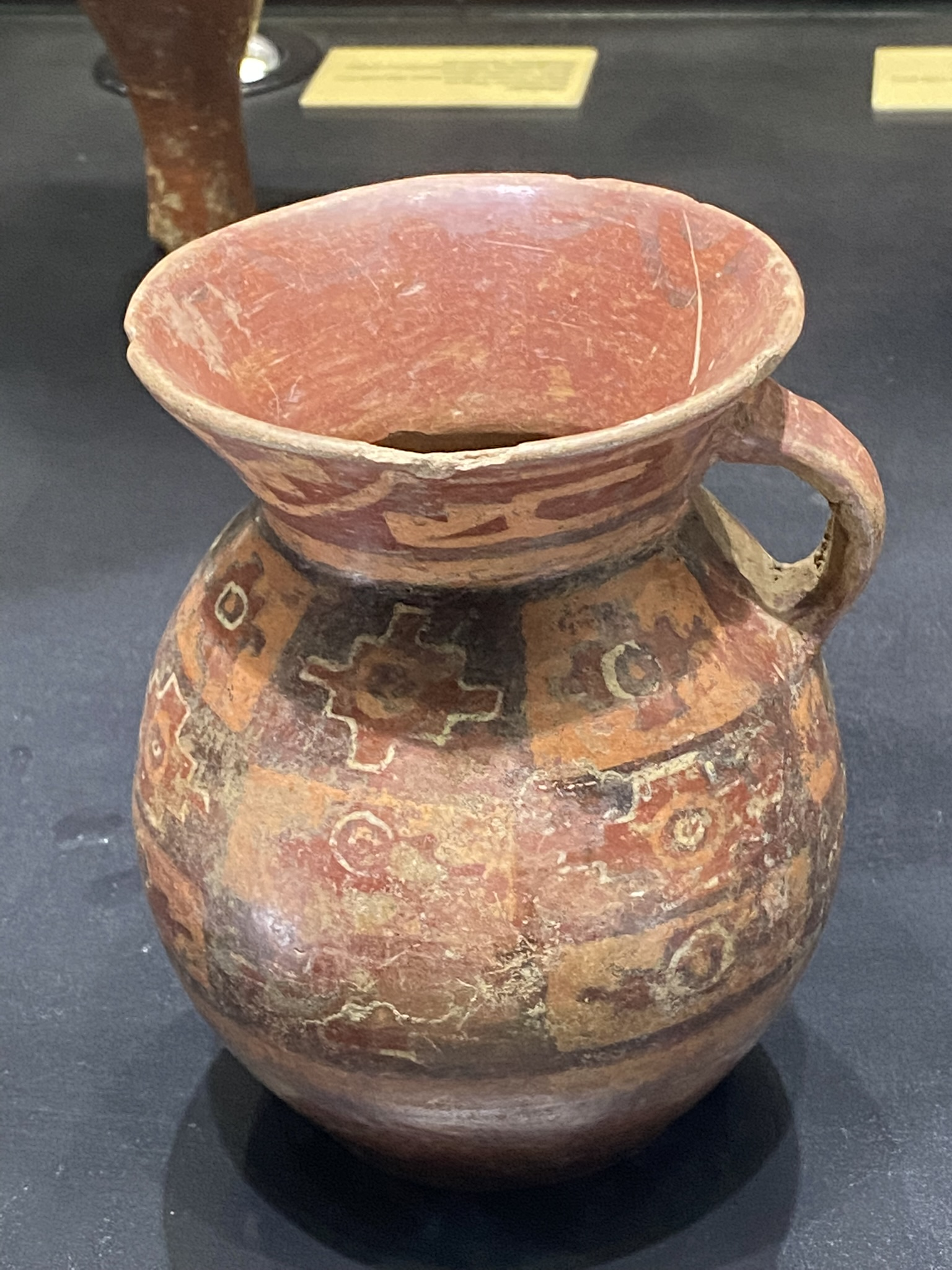
Andenkreuz mit zentralem Augenmotiv auf einem Tiwanaku Qiru
Modernes Andenkreuz mit zentralem Augenmotiv, das im Wappen von Puno (Peru) abgebildet ist

## New-Age-Interpretation
Nach der Kunsthistorikerin Jessica Joyce Christie sei das Stufenmotiv besonders bei New-Age-Vertretern beliebt. Sie erklärt, dass der allgemeine Umriss des Stufenmotivs mit der Konstellation des Kreuz des Südens in Verbindung gebracht wurde und dass alle Ecken und Stufen mit speziellen symbolischen Bedeutungen belegt wurden. Weiterhin betont sie, dass, obwohl die Inka möglicherweise einige dieser Bedeutungen geteilt haben könnten, die New-Age-Darstellung rein spekulativ sei und durch keine historischen Quellen untermauert werde.

## Galerie

Präinkaische Andenkreuze
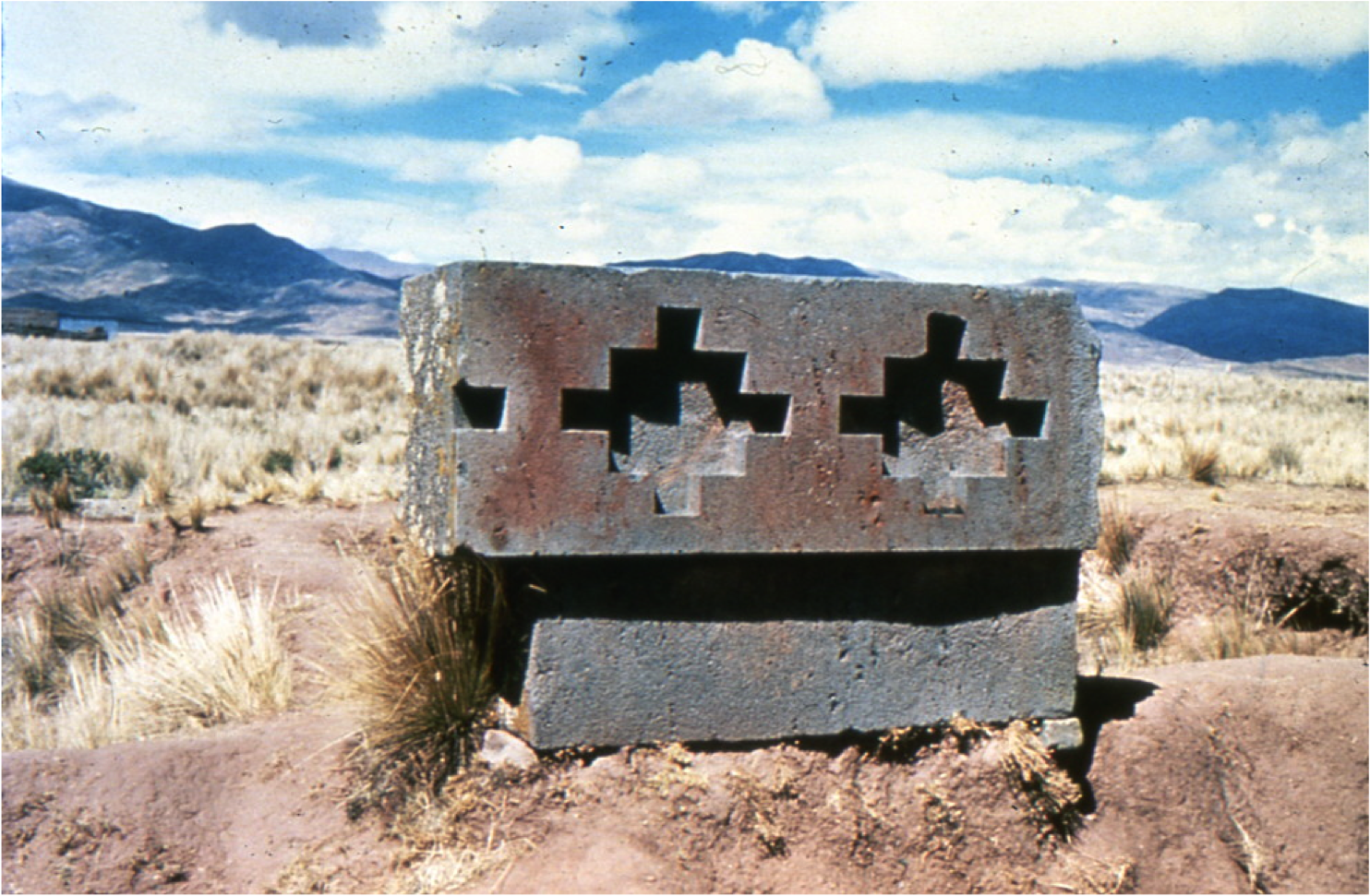
„Andenkreuz“[9] bei Tiwanaku
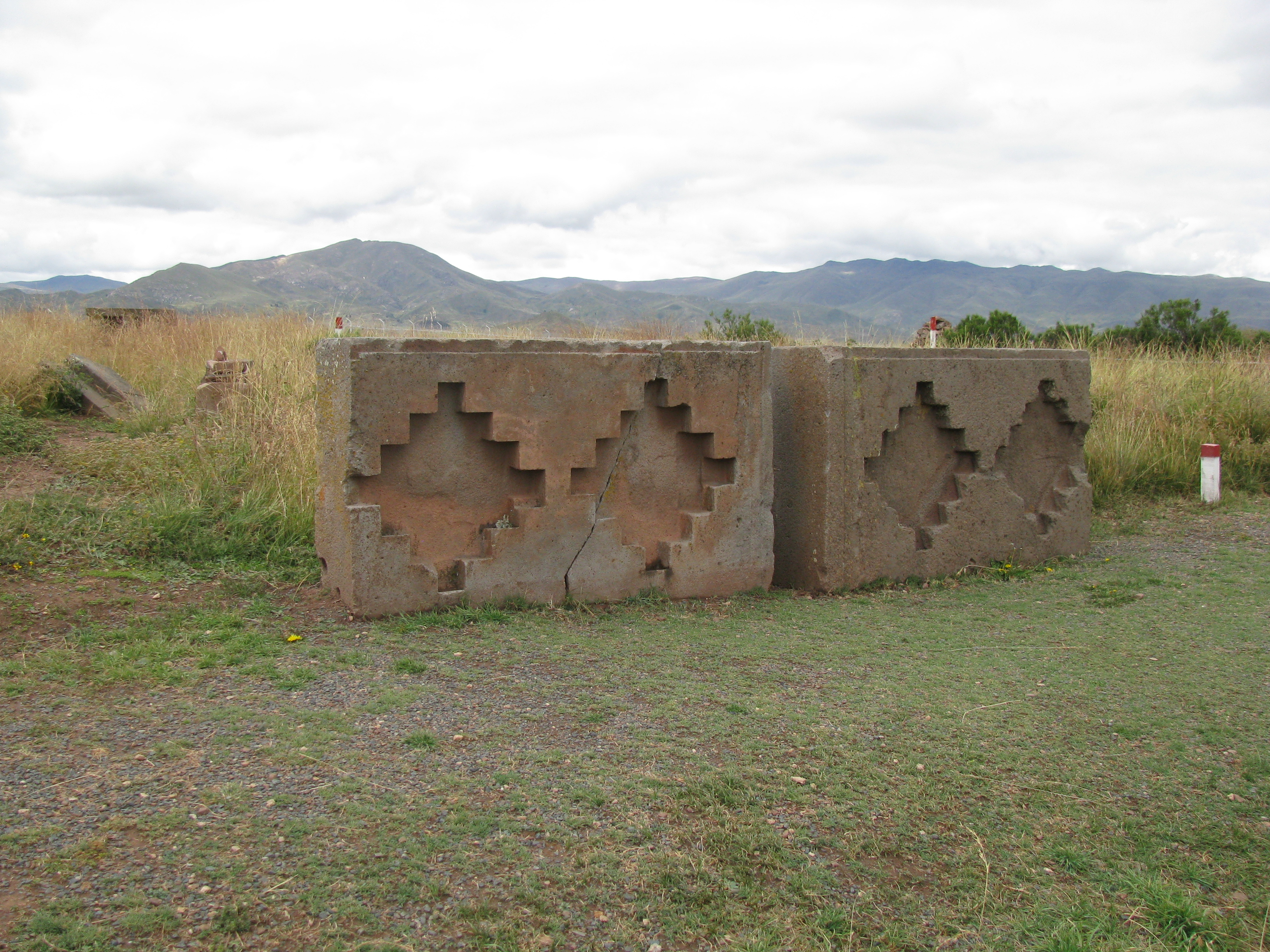
„Stufen- oder Andenkreuzmotiv“[10] bei Kantatayita (Tiwanaku)
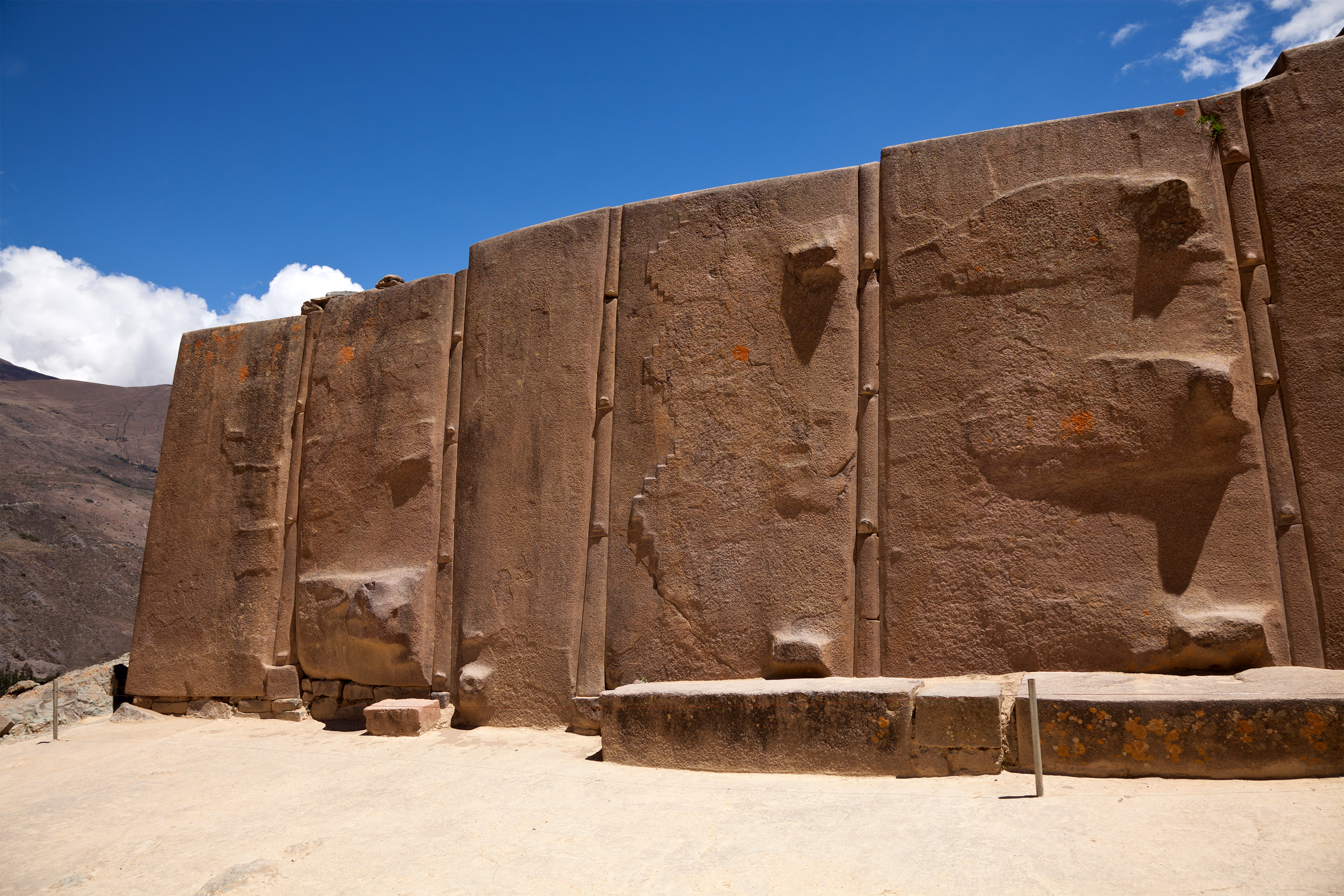
Mauer der sechs Monolithen bei Ollantaytambo mit „Stufenmotiv“
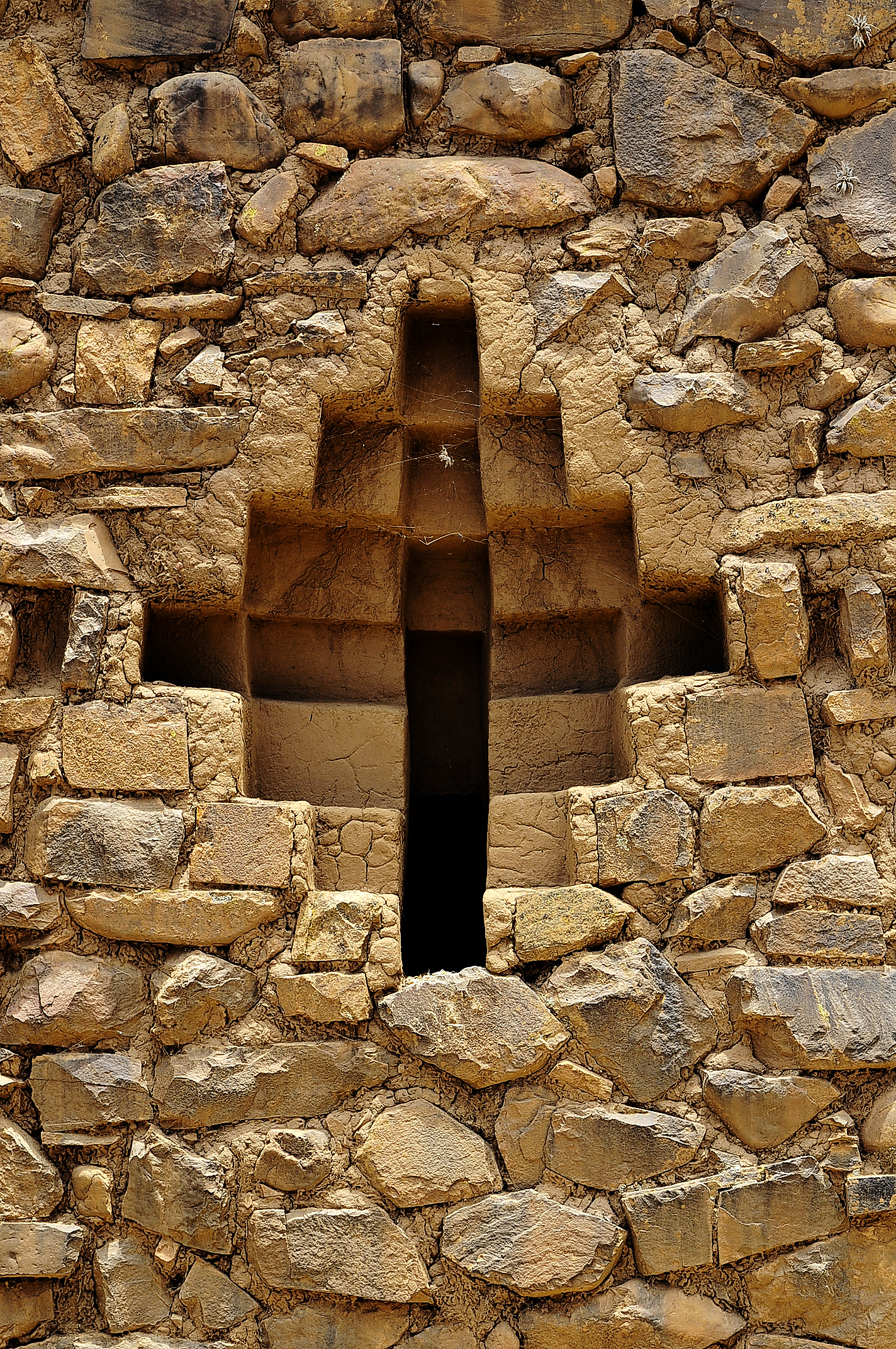
„Andenkreuzmotiv“[12] bei Iñak Uyu
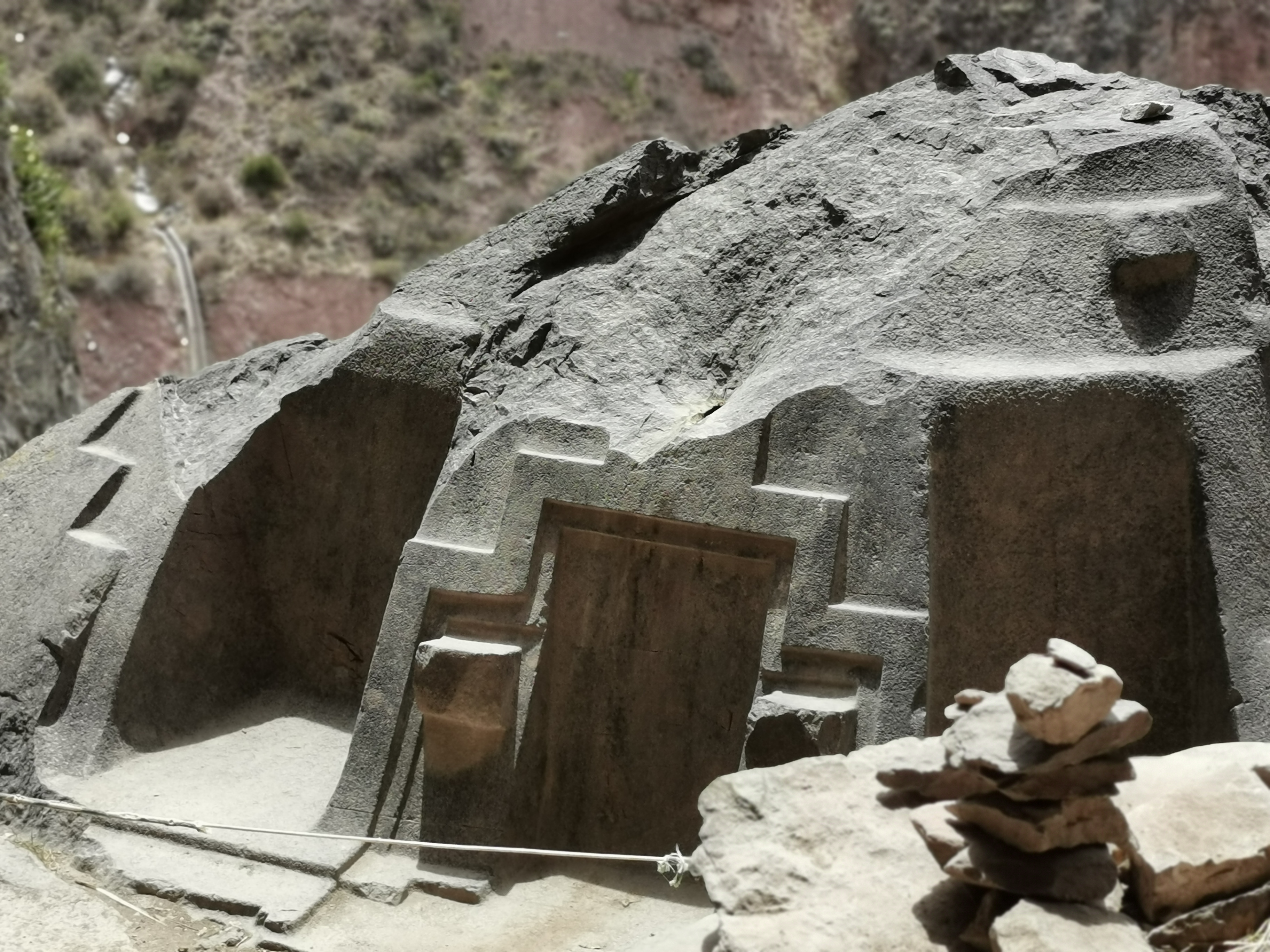
Stufenmotiv beim Granit-„Schrein“ von Naupa Iglesia